# Vertrouwen in Eigen Kunnen
Vertrouwen in Eigen Kunnen is een monument in Paramaribo, Suriname, ter herinnering aan het 25-jarige jubileum van Staatsolie Maatschappij Suriname.
De directie onthulde het monument op 13 december 2005 voor het hoofdkantoor van Staatsolie aan de Dr. Ir. H.S. Adhinstraat 21. In het jubileumjaar werd ook het Staatsolie jubileumboek 1980-2005 uitgeven dat werd geschreven door verschillende schrijvers onder wie Cynthia Mc Leod.
Het monument werd onthuld onder aanwezigheid van oprichter en directeur Eddy Jharap, minister Gregory Rusland van Natuurlijke Hulpbronnen, werknemers en gasten uit binnen- en buitenland. Op dezelfde dag werd ook het borstbeeld van Eddy Jharap onthuld dat later een bestemming binnen naast de receptie kreeg. Deze dag betekende ook zijn afscheid van het bedrijf. De kunstwerken werden gemaakt door Erwin de Vries.

## Olie-industrie in Suriname
In oktober 1965 werd het redelijk grote Calcutta-olieveld in Saramacca ontdekt, maar het ging om dikke olie die als niet-winstgevend werd beschouwd. Begin jaren 1980 werd toch begonnen met het oppompen om kennis op te bouwen. De productie begon met met jaknikkers en bedroeg aan het begin 120 vaten per dag, bestemd als stookolie voor Suralco.  In 1993 lag de productie inmiddels op 7000 vaten per dag. Staatsolie bouwde vervolgens de aanvankelijk kleine Tout Lui Faut-raffinaderij in 1995 om de kennis verder uit te breiden.